# Torulaspora maleeae
Torulaspora maleeae är en svampart som beskrevs av Limtong, Imanishi, Jindam., Ninomiya, Yongman. & Nakase 2008. Torulaspora maleeae ingår i släktet Torulaspora och familjen Saccharomycetaceae.   Inga underarter finns listade i Catalogue of Life.